# J.League 1995
La stagione 1995 è stata la terza edizione della J.League, massimo livello professionistico del campionato giapponese di calcio.

## Avvenimenti
Il campionato, svoltosi tra il 18 marzo e il 6 dicembre 1995, presentò una novità regolamentare che vide la reintroduzione dei punti per determinare la posizione in classifica di ciascuna squadra partecipante: il sistema di assegnazione previde tre punti per la squadra vincente, uno per la perdente ai tiri di rigore e zero per la squadra che avrebbe perso l'incontro entro i tempi regolamentari o supplementari. Per effetto delle iscrizioni del Cerezo Osaka e del Kashiwa Reysol furono allargati i quadri delle squadre partecipanti, con quattordici compagini presenti all'avvio.
Il campionato fu vinto dallo Yokohama Marinos, che ottenne il suo primo titolo da squadra professionistica prevalendo, con due vittorie di misura, sui campioni in carica del Verdy Kawasaki.

## Squadre

### Profili
| Club partecipanti   | Club partecipanti | Città     | Stadio                         | Sponsor tecnico | Sponsor ufficiale  | Stagione 1994         |
| ------------------- | ----------------- | --------- | ------------------------------ | --------------- | ------------------ | --------------------- |
| Bellmare Hiratsuka  | dettagli          | Hiratsuka | Hiratsuka Stadium              | Mizuno          | KDDI               | 5° in J.League        |
| Cerezo Osaka        | dettagli          | Osaka     | Stadio Nagai                   | Mizuno          | Nippon Ham         | 1° in JFL Division 1  |
| Gamba Osaka         | dettagli          | Osaka     | Osaka Expo '70 Stadium         | Mizuno          | Panasonic          | 10° in J.League       |
| JEF United          | dettagli          | Ichihara  | Ichihara Seaside Stadium       | Mizuno          | SEGA               | 9° in J.League        |
| Júbilo Iwata        | dettagli          | Iwata     | Yamaha Stadium                 | Mizuno          | Nestlé             | 8° in J.League        |
| Kashima Antlers     | dettagli          | Kashima   | Kashima Stadium                | Mizuno          | nessuno            | 3° in J.League        |
| Kashiwa Reysol      | dettagli          | Kashiwa   | Hitachi Kashiwa Soccer Stadium | Mizuno          | Hitachi            | 2° in JFL Division 1  |
| Nagoya Grampus      | dettagli          | Nagoya    | Mizuho Rugby Stadium           | Mizuno          | Toyota             | 11° in J.League       |
| Sanfrecce Hiroshima | dettagli          | Hiroshima | Hiroshima Big Arch             | Mizuno          | Mazda              | 2° in J.League        |
| Shimizu S-Pulse     | dettagli          | Shizuoka  | Nihondaira Sports Stadium      | Mizuno          | Japan Airlines     | 4° in J.League        |
| Urawa Reds          | dettagli          | Saitama   | Urawa Komaba Stadium           | Mizuno          | Mitsubishi Motors  | 12° in J.League       |
| Verdy Kawasaki      | dettagli          | Kawasaki  | Todoroki Athletics Stadium     | Mizuno          | Coca Cola          | Campione del Giappone |
| Yokohama Flügels    | dettagli          | Yokohama  | Mitsuzawa Stadium              | Mizuno          | All Nippon Airways | 7° in J.League        |
| Yokohama Marinos    | dettagli          | Yokohama  | Mitsuzawa Stadium              | Mizuno          | Nissan             | 6° in J.League        |

### Allenatori
| Club               | Allenatore                     |
| ------------------ | ------------------------------ |
| Bellmare Hiratsuka | Mitsuru Komaeda Shigeharu Ueki |
| Cerezo Osaka       | Paulo Emilio                   |
| Gamba Osaka        | Siegfried Held                 |
| JEF United         | Eijun Kiyokumo                 |
| Júbilo Iwata       | Hans Ooft                      |
| Kashima Antlers    | Edu                            |
| Kashiwa Reysol     | Zé Sérgio Benedicto Antoninho  |

| Club                | Allenatore                  |
| ------------------- | --------------------------- |
| Nagoya Grampus      | Arsène Wenger               |
| Sanfrecce Hiroshima | Wim Jansen                  |
| Shimizu S-Pulse     | Rivelino Masakatsu Miyamoto |
| Urawa Reds          | Holger Osieck               |
| Verdy Kawasaki      | Nelsinho Baptista           |
| Yokohama Flügels    | Bunji Kimura Antonio Silva  |
| Yokohama Marinos    | Jorge Solari Hiroshi Hayano |

## Classifiche

### Suntory Series (prima fase)
|  | Pos. | Squadra             | Pts | G  | V  | P  | P (dcr) | GF | GS | DR  |
|  | ---- | ------------------- | --- | -- | -- | -- | ------- | -- | -- | --- |
|  | 1.   | Yokohama Marinos    | 52  | 26 | 17 | 8  | 1       | 47 | 38 | +9  |
|  | 2.   | Verdy Kawasaki      | 49  | 26 | 16 | 9  | 1       | 46 | 36 | +10 |
|  | 3.   | Urawa Reds          | 48  | 26 | 15 | 8  | 3       | 41 | 34 | +7  |
|  | 4.   | Nagoya Grampus      | 46  | 26 | 15 | 10 | 1       | 50 | 48 | +2  |
|  | 5.   | Júbilo Iwata        | 45  | 26 | 15 | 11 | 0       | 48 | 40 | +8  |
|  | 6.   | JEF United          | 45  | 26 | 14 | 9  | 3       | 48 | 40 | +8  |
|  | 7.   | Bellmare Hiratsuka  | 43  | 26 | 14 | 11 | 1       | 60 | 47 | +13 |
|  | 8.   | Kashima Antlers     | 42  | 26 | 14 | 12 | 0       | 38 | 38 | 0   |
|  | 9.   | Cerezo Osaka        | 41  | 26 | 13 | 11 | 2       | 43 | 44 | -1  |
|  | 10.  | Sanfrecce Hiroshima | 39  | 26 | 13 | 13 | 0       | 38 | 33 | +5  |
|  | 11.  | Gamba Osaka         | 31  | 26 | 10 | 15 | 1       | 49 | 54 | -5  |
|  | 12.  | Shimizu S-Pulse     | 30  | 26 | 10 | 16 | 0       | 35 | 63 | -28 |
|  | 13.  | Yokohama Flügels    | 28  | 26 | 9  | 16 | 1       | 42 | 54 | -12 |
|  | 14.  | Kashiwa Reysol      | 22  | 26 | 7  | 18 | 1       | 30 | 46 | -16 |

Legenda:

      Qualificato alla finale
Note:
Tre punti a vittoria, un punto a sconfitta dopo i tiri di rigore, zero a sconfitta entro i tempi regolamentari e\o supplementari.

### NICOS Series (seconda fase)
|  | Pos. | Squadra             | Pts | G  | V  | P  | P (dcr) | GF | GS | DR  |
|  | ---- | ------------------- | --- | -- | -- | -- | ------- | -- | -- | --- |
|  | 1.   | Verdy Kawasaki      | 59  | 26 | 19 | 5  | 2       | 60 | 26 | +34 |
|  | 2.   | Nagoya Grampus      | 51  | 26 | 17 | 9  | 0       | 49 | 34 | +15 |
|  | 3.   | Yokohama Marinos    | 46  | 26 | 15 | 10 | 1       | 39 | 37 | +2  |
|  | 4.   | Shimizu S-Pulse     | 45  | 26 | 15 | 11 | 0       | 42 | 34 | +8  |
|  | 5.   | Kashiwa Reysol      | 43  | 26 | 14 | 11 | 1       | 57 | 54 | +3  |
|  | 6.   | Kashima Antlers     | 43  | 26 | 14 | 11 | 1       | 44 | 41 | +3  |
|  | 7.   | JEF United          | 43  | 26 | 14 | 11 | 1       | 49 | 51 | -2  |
|  | 8.   | Urawa Reds          | 42  | 26 | 14 | 12 | 0       | 44 | 38 | +6  |
|  | 9.   | Júbilo Iwata        | 40  | 26 | 13 | 12 | 1       | 40 | 37 | +3  |
|  | 10.  | Cerezo Osaka        | 37  | 26 | 12 | 13 | 1       | 36 | 39 | -3  |
|  | 11.  | Yokohama Flügels    | 34  | 26 | 11 | 14 | 1       | 36 | 57 | -21 |
|  | 12.  | Sanfrecce Hiroshima | 28  | 26 | 9  | 16 | 1       | 31 | 43 | -12 |
|  | 13.  | Gamba Osaka         | 26  | 26 | 8  | 16 | 2       | 38 | 53 | -15 |
|  | 14.  | Bellmare Hiratsuka  | 22  | 26 | 7  | 18 | 1       | 34 | 55 | -21 |

Legenda:

      Qualificato alla finale
Note:
Tre punti a vittoria, un punto a sconfitta dopo i tiri di rigore, zero a sconfitta entro i tempi regolamentari e\o supplementari.

### Finali

#### Gara di andata
| Arbitro: | Zoran Petrović |

|              |           |  |
| Bisconti 49’ | Marcatori |  |

#### Gara di ritorno
| Arbitro: | Shizuo Takada |

|  |           |           |
|  | Marcatori | 29’ Ihara |

### Classifica finale
|                     | Pos. | Squadra             | Pts | G  | V  | P  | GF  | GS  | DR  |
| ------------------- | ---- | ------------------- | --- | -- | -- | -- | --- | --- | --- |
|                     | 1.   | Verdy Kawasaki      | 108 | 52 | 35 | 17 | 106 | 62  | +44 |
| Giappone (bandiera) | 2.   | Yokohama Marinos    | 98  | 52 | 32 | 20 | 86  | 75  | +11 |
|                     | 3.   | Nagoya Grampus      | 97  | 52 | 32 | 20 | 99  | 82  | +17 |
|                     | 4.   | Urawa Reds          | 90  | 52 | 29 | 23 | 85  | 72  | +13 |
|                     | 5.   | JEF United          | 88  | 52 | 28 | 24 | 97  | 91  | +6  |
|                     | 6.   | Júbilo Iwata        | 85  | 52 | 28 | 24 | 88  | 77  | +11 |
|                     | 7.   | Kashima Antlers     | 85  | 52 | 28 | 24 | 82  | 79  | +3  |
|                     | 8.   | Cerezo Osaka        | 78  | 52 | 25 | 27 | 79  | 83  | -4  |
|                     | 9.   | Shimizu S-Pulse     | 75  | 52 | 25 | 27 | 77  | 97  | -20 |
|                     | 10.  | Sanfrecce Hiroshima | 67  | 52 | 22 | 30 | 69  | 76  | -7  |
|                     | 11.  | Bellmare Hiratsuka  | 65  | 52 | 21 | 31 | 94  | 102 | -8  |
|                     | 12.  | Kashiwa Reysol      | 65  | 52 | 21 | 31 | 87  | 100 | -13 |
|                     | 13.  | Yokohama Flügels    | 62  | 52 | 20 | 32 | 78  | 111 | -33 |
|                     | 14.  | Gamba Osaka         | 57  | 52 | 18 | 34 | 87  | 107 | -20 |

Legenda:

      Campione del Giappone e ammessa al Campionato d'Asia per club 1996

      Ammessa alla Coppa delle Coppe AFC 1996-1997
Note:
Tre punti a vittoria, un punto a sconfitta dopo i tiri di rigore, zero a sconfitta entro i tempi regolamentari e\o supplementari.

## Statistiche

### Primati stagionali
| Record - Maggior numero di vittorie: Verdy Kawasaki (35) - Minor numero di sconfitte: Verdy Kawasaki (17) - Miglior attacco: Verdy Kawasaki (106) - Miglior difesa: Verdy Kawasaki (62) - Miglior differenza reti: Verdy Kawasaki (+44) - Maggior numero di sconfitte: Urawa Reds (30) - Minor numero di vittorie: Gamba Osaka (34) - Peggior attacco: Sanfrecce (69) - Peggior difesa: Yokohama Flügels (111) - Peggior differenza reti: Yokohama Flügels (-33) |

### Classifica marcatori
| Gol |  |  | Giocatore           | Squadra            |
| --- |  |  | ------------------- | ------------------ |
| 24  |  |  | Salvatore Schillaci | Júbilo Iwata       |
| 16  |  |  | Kōji Noguchi        | Bellmare Hiratsuka |
| 15  |  |  | Masahiro Fukuda     | Urawa Reds         |
| 15  |  |  | Betinho             | Bellmare Hiratsuka |
| 15  |  |  | Jorge Dely Valdés   | Cerezo Osaka       |
| 13  |  |  | Nobuhiro Takeda     | Verdy Kawasaki     |
| 13  |  |  | Oleh Protasov       | Gamba Osaka        |
| 11  |  |  | Uwe Bein            | Urawa Reds         |
| 11  |  |  | David Bisconti      | Yokohama Marinos   |
| 11  |  |  | Toninho             | Shimizu S-Pulse    |

| Gol |  |  | Giocatore           | Squadra            |
| --- |  |  | ------------------- | ------------------ |
| 32  |  |  | Masahiro Fukuda     | Urawa Reds         |
| 31  |  |  | Salvatore Schillaci | Júbilo Iwata       |
| 27  |  |  | David Bisconti      | Yokohama Marinos   |
| 25  |  |  | Betinho             | Bellmare Hiratsuka |
| 23  |  |  | Kazuyoshi Miura     | Verdy Kawasaki     |
| 23  |  |  | Kōji Noguchi        | Bellmare Hiratsuka |
| 21  |  |  | Wynton Rufer        | JEF United         |
| 21  |  |  | Ramón Medina Bello  | Yokohama Marinos   |
| 20  |  |  | Nobuhiro Takeda     | Verdy Kawasaki     |
| 20  |  |  | Hans Gillhaus       | Gamba Osaka        |